# Dilemas, amores y dramas
Dilemas, amores y dramas es el segundo álbum recopilatorio del grupo español Fangoria, publicado el 19 de octubre de 2003 por Subterfuge Records, capitalizando los recientes éxitos comerciales de Una temporada en el infierno (1999) y Naturaleza muerta (2001). El álbum recopila algunas sencillos, rarezas y remezclas publicadas hasta el momento, además de varias versiones grabadas para la ocasión como «Rasputín» de Boney M, «Jason y tú», versión en español de «He's Back (The Man Behind the Mask)» de Alice Cooper; «Rumore» de Raffaella Carrá, etc.
Su promoción solo involucró el lanzamiento de un sencillo promocional homónimo que incluía las canciones «Mi gran noche» junto a Doctor Explosión, y «Electricistas».A diferencia del primer álbum recopilatorio del grupo, Interferencias (1998), Dilemas, amores y dramas registró un desempeño comercial notorio, llegando a vender unas 20,000 copias. Además alcanzó el puesto número setentaicinco en la lista de álbumes más vendidos de España.

## Antecedentes y grabación
En 2003, Fangoria finalizó su contrato discográfico Subterfuge Records. Según declaraciones de la propia Alaska, Fangoria se había transformado en un grupo de costes elevados para Subterfuge. Dicho cambio implicaría una mayor promoción e incursionar en el mercado mexicano, territorio en el que el grupo nunca había lanzado su música, pero donde contaban con una considerable base de seguidores. Debido a esto, optaron por lanzar su próximo contenido musical a través de Warner Music Spain y DRO. 
De los cinco años que Fangoria estuvo en Subterfuge, se seleccionaron 26 canciones, las mejores de sus álbumes Una temporada en el infierno (1999) y Naturaleza muerta (2001), así como las más variadas remezclas del disco El infierno son los demás (2000), realizadas por Carles Congost, Zeta, Astrud, Plastilina Mosh y Mastretta. También se reunieron sus versiones más destacadas de temas de Boney M, Raphael, Raffaella Carrá y Augusto Algueró, incluyendo la última canción que Fangoria había hecho hasta la fecha, «Nada es lo que parece», para la banda sonora de la película Descongélate, de Félix Sabroso y Dunia Ayaso. Además, se incluyeron rarezas como «Cebras» con Lemon Fly, o «Incendio y saqueo de un corazón» con Actibeat, junto a remezclas extraídas de maxisencillos ya descatalogados.
La cita textual para este álbum recopilario es: «Dios no habría alcanzado nunca al gran público sin ayuda del Diablo.», de Jean Cocteau.

## Lista de canciones
CD 1
| N°  | Canción                             | Duración |
| --- | ----------------------------------- | -------- |
| 1.  | "Rasputín"                          | 5:10     |
| 2.  | "Sueño nro. 7" (con Intronautas)    | 4:07     |
| 3.  | "Mi gran noche" (con Dr. Explosión) | 4:00     |
| 4.  | "Jason y tú"                        | 3:58     |
| 5.  | "Electricistas"                     | 4:08     |
| 6.  | "Me odio cuando miento"             | 4:48     |
| 7.  | "Rumore"                            | 4:31     |
| 8.  | "No sé qué me das"                  | 4:35     |
| 9.  | "Eternamente inocente"              | 3:43     |
| 10. | "Hombres"                           | 4:03     |
| 11. | "Más que una bendición"             | 3:43     |
| 12. | "Me conformo"                       | 3:27     |
| 13. | "Nada es lo que parece"             | 3:44     |

CD 2
| N°  | Canción                                                  | Remezcla de     | Duración |
| --- | -------------------------------------------------------- | --------------- | -------- |
| 1.  | "Cebras" (con Lemon Fly)                                 | Madelman        | 3:55     |
| 2.  | "No será"                                                | The Congosound  | 4:42     |
| 3.  | "A tu lado"                                              | Astrud          | 4:52     |
| 4.  | "Contradicción"                                          | Mastretta       | 3:30     |
| 5.  | "Acusada, juzgada y condenada"                           | Omen            | 6:21     |
| 6.  | "Electricistas"                                          | JLF             | 8:10     |
| 7.  | "Abre los ojos"                                          | Plastilina Mosh | 3:39     |
| 8.  | "Cenizas de sangre"                                      | Zeta            | 3:51     |
| 9.  | "Incendio y saqueo de un corazón"                        | Fangoria        | 5:35     |
| 10. | "No sé qué me das" (Lost remix)                          | + D Lo Mismo    | 5:08     |
| 11. | "Eternamente inocente" (Eramos trans/perfectos)          | Javier García   | 3:52     |
| 12. | "Hombres" (Are you men electric?)                        | Big Toxic       | 4:38     |
| 13. | "¿Por qué todo ha de ser color de rosa?" (Hamburg remix) | Spunky          | 4:24     |